# Andrei Leonidowitsch Lamow

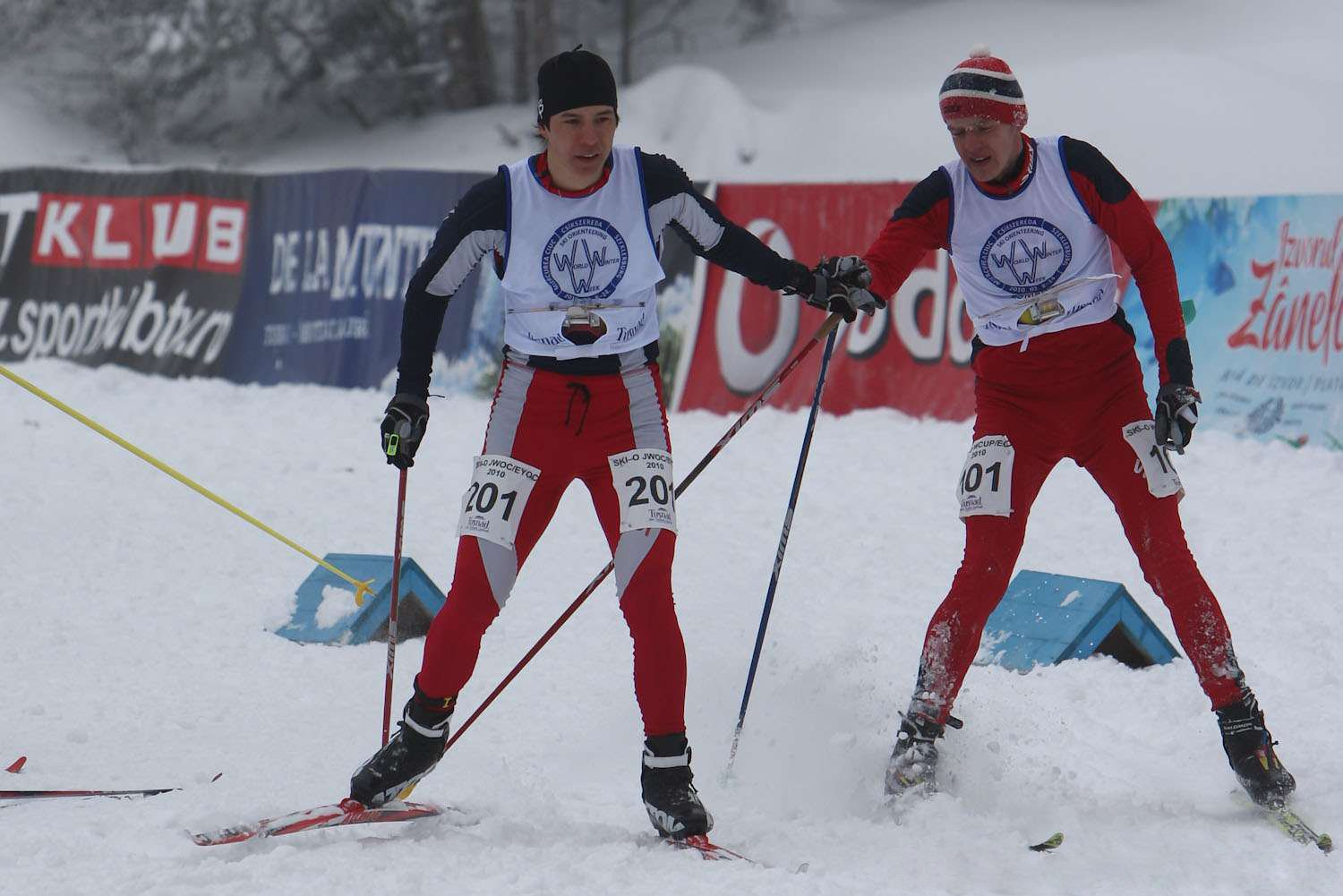
Lamow (links) zusammen mit Andrei Grigorjew, 2010

Andrei Leonidowitsch Lamow (russisch Андрей Леонидович Ламов; * 9. März 1986 in Tscherepowez) ist ein russischer Ski-Orientierungsläufer.
2007 gab er in Moskau mit einem fünften Platz über die Mitteldistanz sein Weltmeisterschaftsdebüt. Bei den darauffolgenden Weltmeisterschaften 2009 in Japan gewann er im Sprint und über die Langdistanz seine ersten beiden Titel. Zusammen mit Wladimir Barchukow und Andrei Grigorjew gewann er hinter den Finnen Silber mit der Staffel. 2010 gewann er EM-Silber im Sprint, 2011 WM-Silber über die Mitteldistanz hinter dem Finnen Staffan Tunis und 2012 EM-Silber auf der Langdistanz. 
Nach einer Silbermedaille bei den Europameisterschaften 2013 mit der Staffel gewann er bei den Weltmeisterschaften 2013 im kasachischen Ridder gemeinsam mit Grigorjew und Kirill Wesselow die Goldmedaille in der Staffel. Außerdem gewann er jeweils hinter dem Schweden Peter Arnesson die Silbermedaillen im Sprint und auf der Mitteldistanz.

## Platzierungen
Weltmeisterschaften: (3 × Gold, 4 × Silber)
- 2007: 5. Platz Mittel
- 2009: 1. Platz Sprint, 4. Platz Mittel, 1. Platz Lang, 2. Platz Staffel
- 2011: 11. Platz Sprint, 2. Platz Mittel, 9. Platz Lang, 4. Platz Staffel
- 2013: 2. Platz Sprint, 2. Platz Mittel, Lang dsq., 1. Platz Staffel, 5. Platz Mixed

Europameisterschaften: (3 × Silber, 1 × Bronze)
- 2008: 5. Platz Sprint, 6. Platz Mittel, 9. Platz Lang, 4. Platz Staffel
- 2010: 2. Platz Sprint, Mittel dsq., 8. Platz Lang
- 2011: 7. Platz Sprint, 4. Platz Mittel, 8. Platz Lang,
- 2012: 4. Platz Sprint, 12. Platz Mittel, 2. Platz Lang, 4. Platz Staffel
- 2013: 8. Platz Sprint, 3. Platz Mittel, 7. Platz Lang, 2. Platz Staffel